# Молитор, Ян Петр
Ян Петр Молитор (настоящее имя и фамилия — Иоганн Петер Миллер) (чеш. Jan Petr Molitor , нем. Johann Petr Molitor; 1702, близ Кобленца — 3 апреля 1756, Краков) — немецкий художник позднего барокко, с 1730 года живший и творивший в Праге.

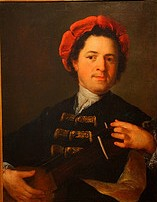
Ян Петр Молитор. Молодой человек с лютней. 1741. Прага. Народная галерея

## Биография
Обучался живописи в Бонне, Берлине и Дрездене. В 1730 году отправился в Богемию и поселился в Праге. Под руководством Вацлава Райнера постигал искусство создания фресок.
Перешел в католичество и стал подписать свои картины, как Молитор (по лат. Мельник).
Был принят в староместское общество художников, с 1734 мастер цеха художников. В 1756 году отправился в Краков, где внезапно умер.

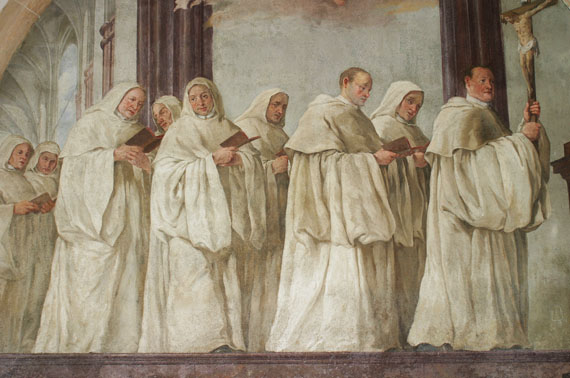
Ян Петр Молитор. «Цистерцианские монахи» — фреска в зале капитула Осекского монастыря, Северная Чехия.

## Творчество
Ян Петр Молитор — художник-портретист, писал пейзажи, полотна на сакральные и аллегорические темы. Автор большого количества церковных картин и фресок.

## Избранные работы
- Образы святой Терезы Авильской и святого Франциска Ассизского для семейной барочной капеллы св. Йосифа в замке Емниште в Поступице (район Бенешов Среднечешского края Чешской Республики)
- «Цистерцианские монахи» — фреска в зале капитула Осекского монастыря (район Теплице, Устецкий край).
- Портрет графа Генриха Павла Мансфельда. Замок Добржиш.